# Josefine Straesser
Josefine Engelina Straesser (Amstelveen, 10 oktober 1975) is een Nederlands jurist, sopraan en dirigent.
Zij is dochter van bouwkundig ingenieur Frits Straesser en Tony Lindijer. Haar vader was broer van de musici Joep Straesser (componist) en Wim Straesser (cellist). Haar tante Margot Stroink was eveneens zangeres.
Josefine Straesser begon al op vijfjarige leeftijd met piano spelen. Na de middelbare school gymnasium ging ze zowel muziekwetenschap als rechten studeren aan de Universiteit van Amsterdam. Als beroep koos zij in eerste instantie voor de rechtspraak, maar wendde zich toch tot de muziek. Ze ging verder studeren aan het Conservatorium van Amsterdam. Er volgden voort masterclasses bij Sinan Vural, Maria Alves, Wiebke Göetjes, Bernadette Bouthoorn en Johanette Zomer. Ook pakte ze haar pianostudie weer op met lessen van Vaughan Schlepp. Als eindproject voor haar studie schreef ze de scriptie Wat is een natuurlijk vobrato; het leverde haar in 2015 een prijs op van de Nederlandse Vereniging van Zangpedagogen. Ze begon vanuit te zingen liederen een verdere liefde te ontwikkelen voor opera. Ze sloot zich aan bij het gezelschap Hojotoho en zong diverse operarollen onder meer in het Bostheater.
Ze richtte haar eigen zanglessen in onder Vox Propria, zingen vanuit je eigen kracht.
Naast bovenstaande ontwikkelde Straesser zich tot dirigent middels een studie aan de Hogeschool voor de Kunsten Utrecht en leidde diverse gezelschappen. Vanuit diverse dirigentschappen, waaronder dat van het Haags Matrozenkoor volgde in 2021 nog een cursus koordirectie bij Luc Anthonis.